# 제4차 대각성 운동
제4차 대각성 운동은 일부 학자들, 특히 경제사학자 로버트 포겔이 1960년대 후반과 1970년대 초반에 미국에서 일어났다고 말하는 반면, 다른 학자들은 제2차 세계대전 이후 시대를 바라보는 기독교적 각성이었다. 이 용어는 논란의 여지가 있는데, 일부 역사가들은 이 기간 동안 미국에서 일어난 종교적 변화가 처음 세 번의 대각성 운동과 동일하지 않다고 믿고 있다. 따라서 제4차 대각성이라는 개념 자체는 일반적으로 받아들여지지 않았다.
그것이 '각성'을 의미하든 아니든 많은 변화가 일어났다. 주류 개신교 교회는 교인 수와 영향력이 급격히 약화되는 반면, 가장 보수적인 종교 종파(예: 남침례회)는 숫자가 급속히 증가하여 미국 전역으로 퍼져 심각한 내부 신학 싸움과 분열을 겪고 정치적으로 강력해졌다. 다른 복음주의 및 근본주의 교파들도 급속히 확장되었다. 동시에 세속주의는 극적으로 성장했고, 보다 보수적인 교회들은 LGBT 권리, 낙태, 창조론과 같은 문제를 놓고 세속주의와 싸우고 있다고 생각했다. 인민사원, 천국의 문 (종교) 등 많은 새로운 종교 운동이 등장했고, 그에 따라 반(反)이교 운동도 등장했다.

## 같이 보기
- 기독교와 정치
- 문화전쟁
- 지배주의 신학
- 예수 운동
- 신사도적 개혁
- 번영신학